# Золотковицька сільська рада
| Золотковицька сільська рада — колишній орган місцевого самоврядування у Мостиському районі Львівської області з адміністративним центром у с. Золотковичі. Історична дата утворення: в 1940 році. Сільській раді були підпорядковані населені пункти: - с. Золотковичі - с. Боляновичі - с. Іорданівка - с. Мочеради |

## Склад ради
Рада складалася з 16 депутатів та голови.

### Керівний склад ради
| ПІБ                              | Основні відомості                                                                     | Дата обрання | Дата звільнення |
| -------------------------------- | ------------------------------------------------------------------------------------- | ------------ | --------------- |
| Збитковська Леоніда Мечиславівна | Сільський голова, 1965 року народження, освіта, член Української Народної Партії      | 26.03.2006   | 31.10.2010      |
| Збитковська Леоніда Мечиславівна | Сільський голова, 1965 року народження, освіта вища, член Української Народної Партії | 31.10.2010   |                 |

Примітка: таблиця складена за даними джерела